# Riacho Ouricuri
Riacho Ouricuri är ett periodiskt vattendrag i Brasilien.   Det ligger i delstaten Pernambuco, i den östra delen av landet, 1 200 km nordost om huvudstaden Brasília.
Omgivningarna runt Riacho Ouricuri är huvudsakligen savann. Runt Riacho Ouricuri är det mycket glesbefolkat, med 6 invånare per kvadratkilometer.